# Le Ruban
Le Ruban est une pièce de théâtre de Georges Feydeau et Maurice Desvallières écrite et représentée en 1894.

## Résumé
L'éminent docteur Paginet attend avec impatience que le ministre lui décerne la Croix de la légion d'honneur en hommage à ses travaux.  Afin d'accélérer le processus, Paginet envisage de marier sa nièce Simone à Plumarel.  En effet ce dernier, neveu d'un ministre, a promis au docteur d'intervenir en sa faveur.  Malheureusement Simone ne ressent rien pour Plumarel et est plutôt amoureuse de Dardillon. 
L'intervention de Plumarel semble porter fruit : les journaux annoncent que le docteur est décoré de la Légion d'Honneur.  Mais cette nouvelle est fausse.  C'est plutôt Madame Paginet qui, en raison de ses activités philanthropiques, doit recevoir une décoration. 

## Contexte de création
En 1893, après le triple succès de l’année précédente, celui de Monsieur chasse !, de Champignol malgré lui et du Système Ribadier, Feydeau rêve de recevoir la Légion d'honneur. Il est un peu jeune pour l’obtenir : il n’a pas trente ans. Il parle de ce désir à son beau-père, Henri Fouquier. Celui-ci s’entremet auprès de Dumas fils qu’il connaît bien ; ce dernier intervient auprès du ministre. Il apparaît en effet que la jeunesse de l’auteur est en effet un obstacle.
Tout en effectuant les démarches nécessaires pour obtenir la croix, Feydeau ne perdait pas pour cela tout sens de l’humour : se moquant quelque peu de lui-même, il discerna, avec son ami Maurice Desvallières, tout le parti comique qu’il pouvait tirer de cette frénésie de décoration qui s’était depuis longtemps emparée de tant de ses compatriotes.

## Accueil
La pièce ne connait pas le même succès que les autres œuvres de Feydeau créées à la même époque :  la critique est peu favorable et la pièce quitte l'affiche après quarante-quatre représentations.   